# Varanus gouldii
Varanus gouldii là một loài thằn lằn trong họ Varanidae. Loài này được Gray mô tả khoa học đầu tiên năm 1838.

## Hình ảnh

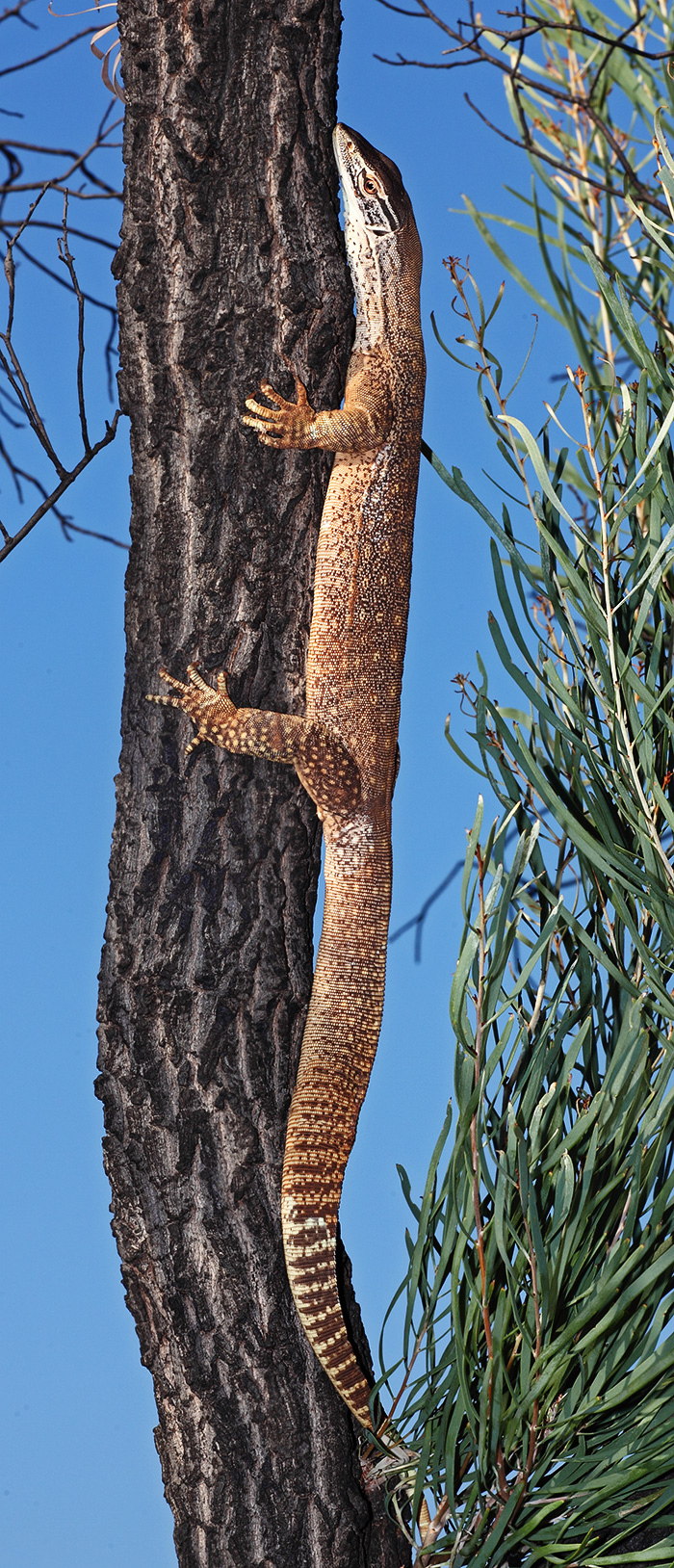
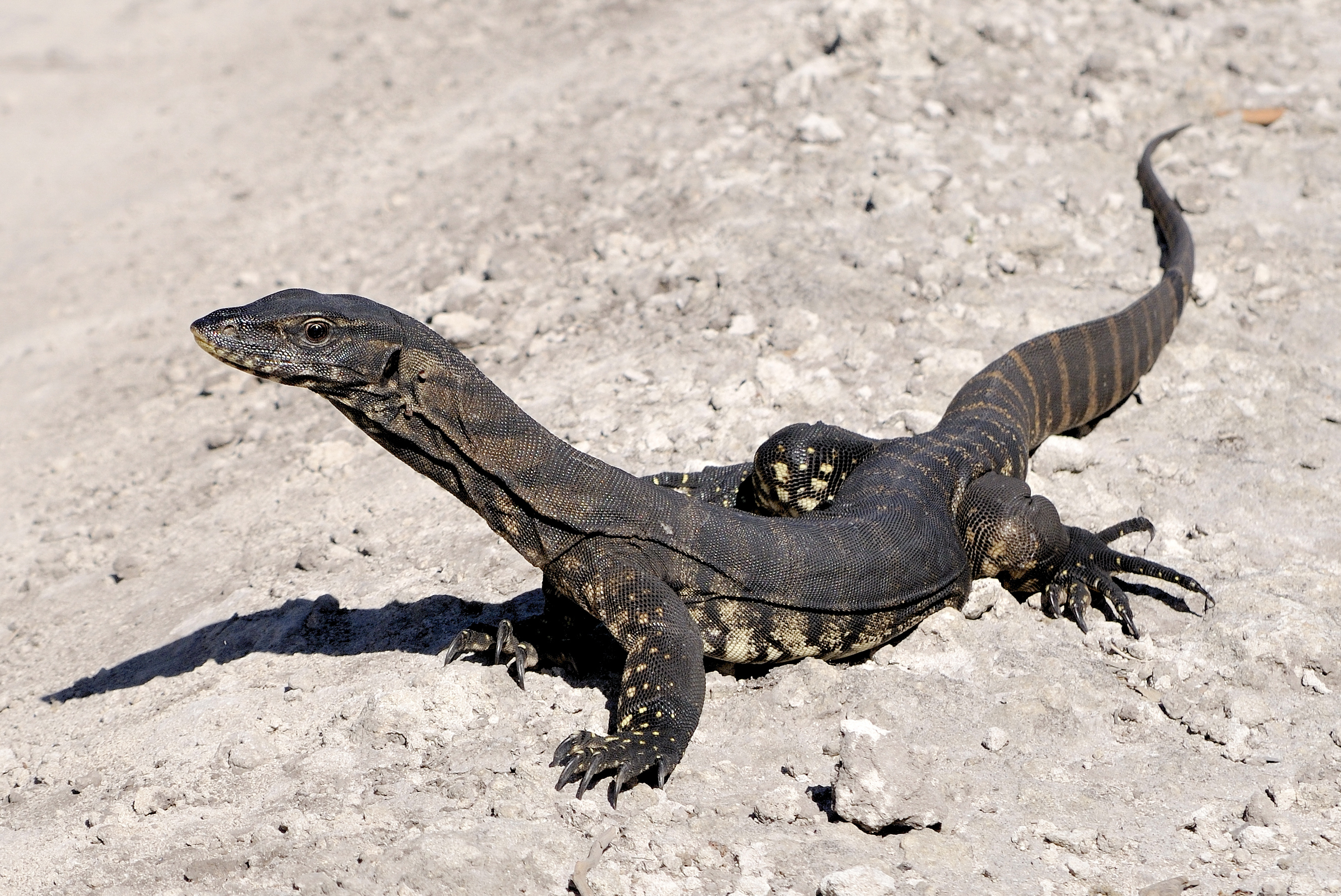
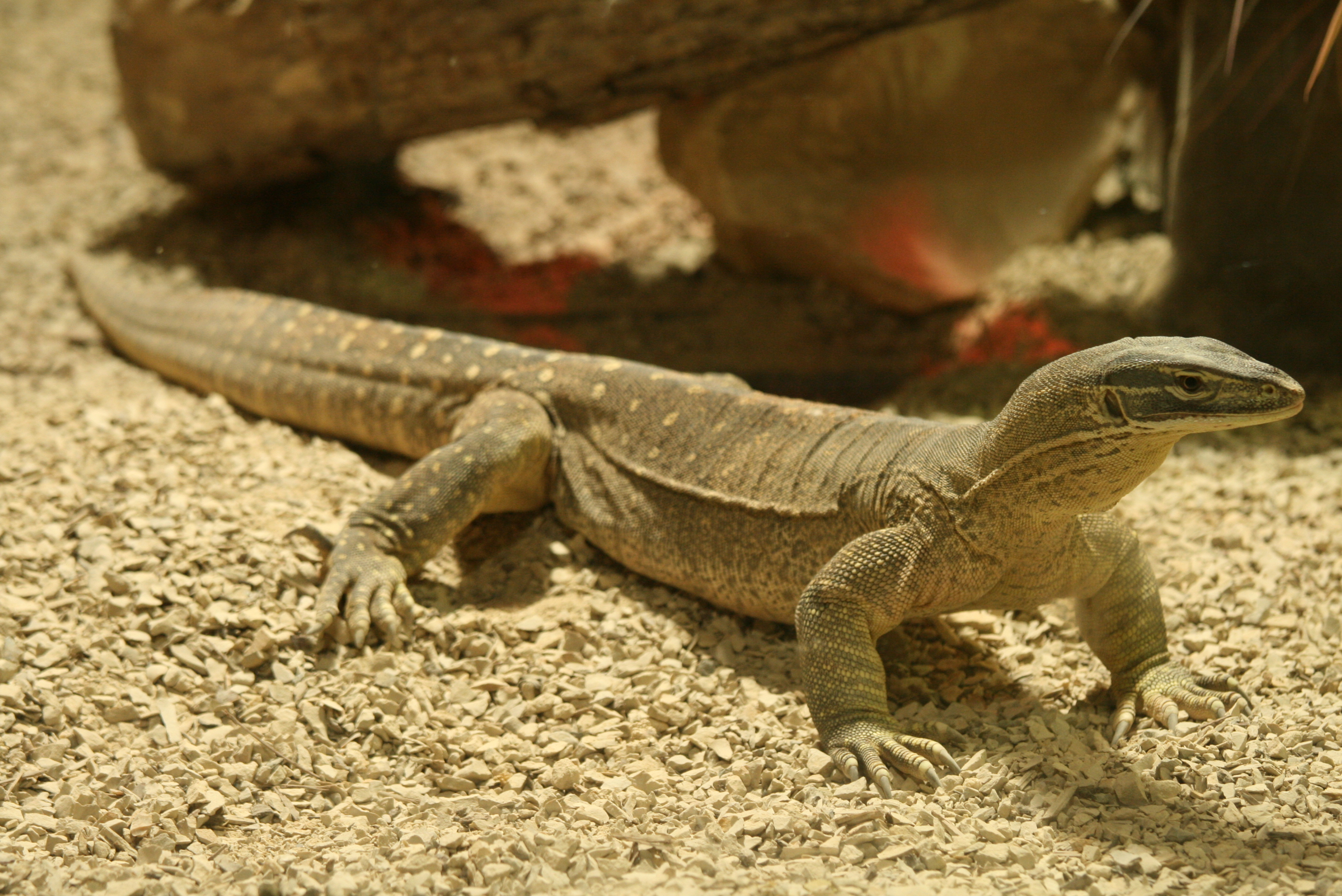
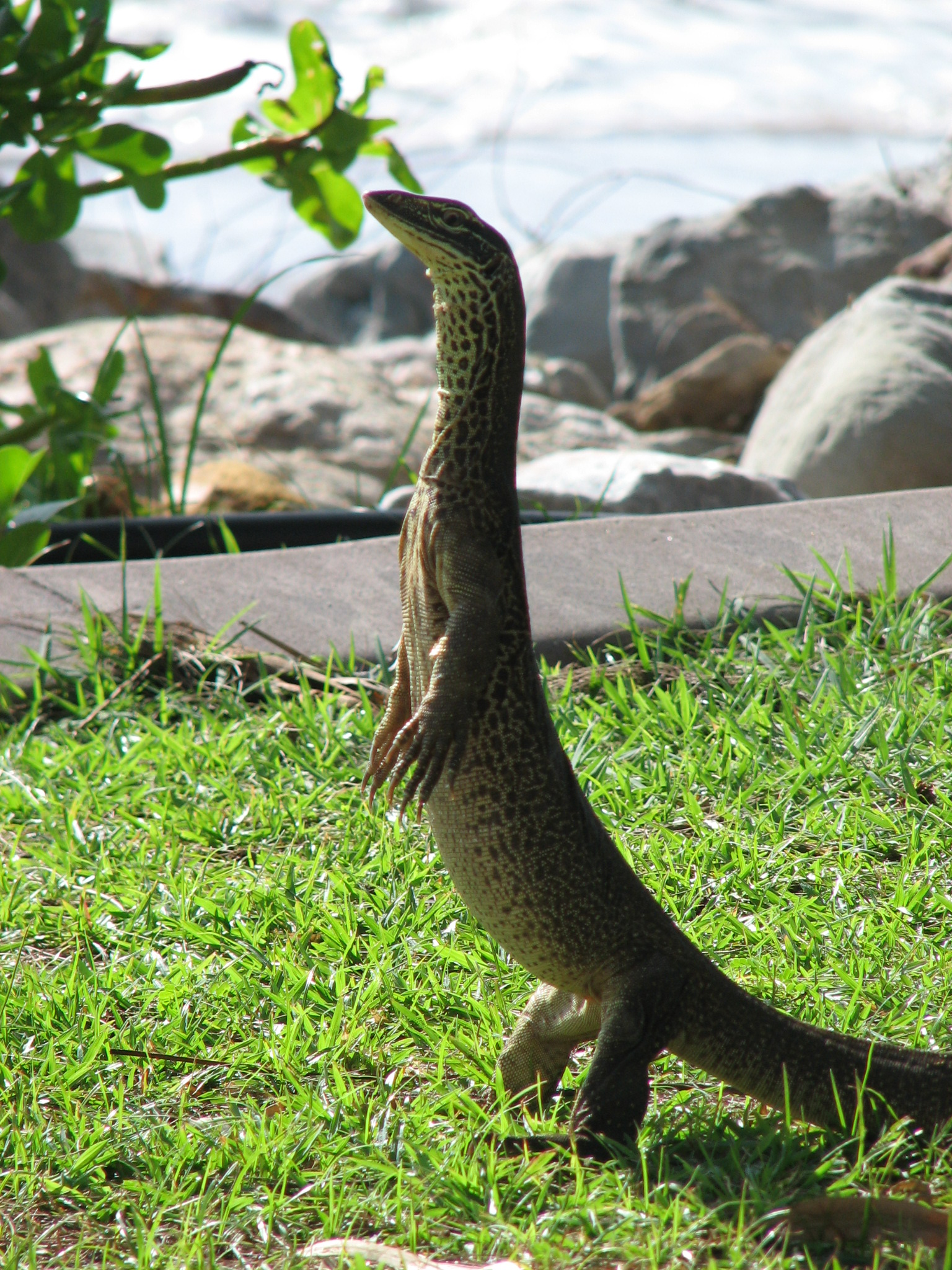